# アルティナイ・アスィルムラートワ
アルティナイ・アスィルムラートワ （ロシア語: Алтынай Абдуахимовна Асылмуратова、1961年1月1日 - ） は、ロシアのバレエダンサーである。

## 経歴
1961年に旧ソ連・カザフスタンのアルマ・アタで生まれる。
ワガノワ・バレエ学校ではインナ・ズブコフスカヤに師事した。バレエ学校を卒業後、1978年にキーロフ・バレエ（現在のマリインスキー・バレエ）に入団し、1982年にプリンシパル・ダンサーに任命された。
早くからプティやバランシン振付の西側の作品に出演し、注目を浴びた。活躍は本拠地のマリインスキー・バレエに留まらず、世界中でゲストバレリーナとして出演した。黒髪と黒い瞳の神秘的で繊細な容姿を持ち、日本でも人気が高いバレリーナの一人であった。
夫はマリインスキー・バレエ団の同僚だったコンスタンチン・ザクリンスキー。しかし舞台ではしばしばファルフ・ルジマートフと組んで踊っていた。
2000年にワガノワ・バレエ学校の芸術監督に任命され、それを機に現役を退いた。

## 出演
- DVD『ラ・バヤデール』（英国ロイヤル・バレエ団に客演）
- DVD『ローラン・プティ・ガラ／若者と死』